# Formation de Bearpaw
La formation de Bearpaw est une formation géologique constituée de roches sédimentaires datées du Campanien (Crétacé supérieur) et  située dans le nord-ouest de l'Amérique du Nord.
Elle affleure dans l'État américain du Montana, ainsi que dans les provinces canadiennes de l'Alberta et de la Saskatchewan, à l'est des montagnes Rocheuses. Elle recouvre les formations plus anciennes de Two Medicine, Judith River et Dinosaur Park et est à son tour recouverte par la formation de Horseshoe Canyon au Canada et la formation de Fox Hills au Montana. À l'est et au sud, elle se fond dans la formation de Fort Pierre.

## Lithologie
Formation marine composée principalement d'argiles gris foncé, plus ou moins silteuses avec quelques passées de grès silteux. Elle correspond à la dernière expansion majeure de la Voie maritime intérieure de l'Ouest avant son retrait définitif du nord-ouest de l'Amérique du Nord à la fin du période Crétacé. La Voie maritime de l'Ouest avait déjà divisé l'Amérique du Nord en deux avant que l'Orogenèse laramienne ne vienne soulever les terres et forcer la Voie maritime à la retraite. Lorsque le soulèvement a ralenti ou s'est arrêté à la fin du Campanien, il y a autour de 74 millions d'années, un affaissement du terrain a permis à la voie maritime de ré-envahir la région. Cette  nouvelle expansion maritime vers le nord est souvent appelée la mer de Bearpaw. Lorsque l'orogenèse laramienne a repris au début du Maastrichtien, la voie maritime a reculé vers le sud pour la dernière fois. Comme la mer n'a pas disparu d'un coup, mais plutôt lentement, en se retirant vers le sud, la Formation de Bearpaw est remplacée par les sédiments continentaux de la Formation de Horseshoe Canyon au Canada, tandis que dans le Montana la Formation de Fox Hills représente un environnement marin côtier. La Formation de Fox Hills sera remplacée par les sédiments terrestres de la Formation de Hell Creek dans le Montana datant de la fin du Maastrichtien.

## Faune
La Formation est célèbre pour ses fossiles d'ammonites bien conservés. D'autres fossiles trouvés dans cette formation comprennent de nombreux types de coquillages, de poissons osseux, de requins, raies, oiseaux et reptiles marins comme les mosasaures, les plésiosaures et les tortues marines. À l'occasion, des fossiles de dinosaures ont également été découverts, vraisemblablement à partir de carcasses transportées par la mer.

### Les dinosaures
| Dinosaures découverts dans la Formation de Bearpaw | Dinosaures découverts dans la Formation de Bearpaw | Dinosaures découverts dans la Formation de Bearpaw | Dinosaures découverts dans la Formation de Bearpaw | Dinosaures découverts dans la Formation de Bearpaw | Dinosaures découverts dans la Formation de Bearpaw | Dinosaures découverts dans la Formation de Bearpaw |
| Genre                                              | Espèce                                             | Lieu                                               | Étage                                              | Quantité                                           | Notes                                              | Images                                             |
| -------------------------------------------------- | -------------------------------------------------- | -------------------------------------------------- | -------------------------------------------------- | -------------------------------------------------- | -------------------------------------------------- | -------------------------------------------------- |
| Brachylophosaurus                                  | Indéterminée                                       |                                                    |                                                    |                                                    |                                                    |                                                    |
| Edmontonia                                         | Indéterminée                                       |                                                    |                                                    |                                                    |                                                    |                                                    |
| Kritosaurus                                        |                                                    |                                                    |                                                    | "Squelette presque complet"                        | Un hadrosauridé                                    |                                                    |
| Pachyrhinosaurus                                   | P. lakustai                                        |                                                    |                                                    |                                                    | Un cératopsidé                                     |                                                    |
| Prosaurolophus                                     | Indéterminée                                       |                                                    |                                                    |                                                    |                                                    |                                                    |
| Stegoceras                                         | Indéterminée                                       |                                                    |                                                    |                                                    |                                                    |                                                    |